# Муранька, Клеменс
Кле́менс (Климэк) Муранька (пол. Klemens (Klimek) Murańka; род. 31 августа 1994, Закопане) — польский прыгун с трамплина, бронзовый призёр чемпионата мира 2015 года. Обладатель Летнего Континентального кубка 2017 и 2019. Чемпион мира среди юниоров 2014 года и победитель зимнего Европейского юношеского Олимпийского фестиваля 2011 года в команде.

## Спортивная карьера
Чемпион мира среди детей (Гармиш-Партенкирхен, 2005, 2006). 3 раза победил на этапах Гран-При среди детей по прыжкам с трамплина (все 2006).
Чемпион Польши среди детей: трамплин 33 метра (2006) и трамплин 40 метров (Висла, 2005). Медалист многих польских турниров среди детей.
Его первом успехом среди взрослых стало третье место в летнем чемпионате Польши на нормальном трамплине в 2007 году. Является также серебряным призёром зимнего чемпионата Польши 2007 года. После этого был призван в сборную Польши на Континентальный кубок, на котором взял 2-е место.
Известен также из-за прыжков на 135 метров с трамплина в Закопане (2004).
На чемпионате мира 2015 года в Фалуне Клеменс Муранька завоевал бронзовую медаль в командных соревнованиях на большом трамплине (HS 134), лучший индивидуальный результат — 17-е место на нормальном трамплине. 